# Gregory Porter/Diskografie
Diese Diskografie ist eine Übersicht über die musikalischen Werke des US-amerikanischen Sängers Gregory Porter. Den Schallplattenauszeichnungen zufolge hat er bisher mehr als 1,7 Millionen Tonträger verkauft. Seine erfolgreichste Veröffentlichung ist das Album Liquid Spirit mit über 600.000 verkauften Einheiten.

## Alben

### Studioalben
| Jahr | Titel Musiklabel                      | Höchstplatzierung, Gesamtwochen, AuszeichnungChartplatzierungen (Jahr, Titel, Musiklabel, Platzierungen, Wochen, Auszeichnungen, Anmerkungen) | Höchstplatzierung, Gesamtwochen, AuszeichnungChartplatzierungen (Jahr, Titel, Musiklabel, Platzierungen, Wochen, Auszeichnungen, Anmerkungen) | Höchstplatzierung, Gesamtwochen, AuszeichnungChartplatzierungen (Jahr, Titel, Musiklabel, Platzierungen, Wochen, Auszeichnungen, Anmerkungen) | Höchstplatzierung, Gesamtwochen, AuszeichnungChartplatzierungen (Jahr, Titel, Musiklabel, Platzierungen, Wochen, Auszeichnungen, Anmerkungen) | Höchstplatzierung, Gesamtwochen, AuszeichnungChartplatzierungen (Jahr, Titel, Musiklabel, Platzierungen, Wochen, Auszeichnungen, Anmerkungen) | Anmerkungen                                                 |
| Jahr | Titel Musiklabel                      | DE | AT | CH | UK | US | Anmerkungen                                                 |
| ---- | ------------------------------------- | --- | --- | --- | --- | --- | ----------------------------------------------------------- |
| 2010 | Water Motéma Music                    | — | — | — | — | — | Erstveröffentlichung: 11. Mai 2010                          |
| 2012 | Be Good Motéma Music                  | — | — | — | — | — | Erstveröffentlichung: 15. Februar 2012 Verkäufe: + 40.000   |
| 2013 | Liquid Spirit Blue Note               | DE8 ×3Dreifachgold · (70 Wo.)DE | AT25 Platin · (32 Wo.)AT | CH63 (6 Wo.)CH | UK9 Platin · (100 Wo.)UK | US187 (2 Wo.)US | Erstveröffentlichung: 2. September 2013 Verkäufe: + 635.000 |
| 2016 | Take Me to the Alley Decca, Blue Note | DE8 ×4Vierfachplatin (German Jazz Award) · (18 Wo.)DE                                                                                         | AT11 (14 Wo.)AT | CH11 (4 Wo.)CH | UK5 Gold · (28 Wo.)UK | US82 (1 Wo.)US | Erstveröffentlichung: 6. Mai 2016 Verkäufe: + 180.000       |
| 2017 | Nat “King” Cole & Me Decca, Blue Note | DE17 (10 Wo.)DE | AT5 (8 Wo.)AT | CH22 (3 Wo.)CH | UK3 Gold · (16 Wo.)UK | — | Erstveröffentlichung: 27. Oktober 2017 Verkäufe: + 100.000  |
| 2020 | All Rise Decca, Blue Note             | DE8 (8 Wo.)DE | AT3 (7 Wo.)AT | CH9 (6 Wo.)CH | UK3 (6 Wo.)UK | — | Erstveröffentlichung: 28. August 2020                       |

### Gemeinschaftsalben
- 2014: Great Voices of Harlem (mit Diana Ross, Donald Smith & Mansur Scott)

### Livealben
| Jahr | Titel Musiklabel            | Höchstplatzierung, Gesamtwochen, AuszeichnungChartplatzierungen (Jahr, Titel, Musiklabel, Platzierungen, Wochen, Auszeichnungen, Anmerkungen) | Höchstplatzierung, Gesamtwochen, AuszeichnungChartplatzierungen (Jahr, Titel, Musiklabel, Platzierungen, Wochen, Auszeichnungen, Anmerkungen) | Höchstplatzierung, Gesamtwochen, AuszeichnungChartplatzierungen (Jahr, Titel, Musiklabel, Platzierungen, Wochen, Auszeichnungen, Anmerkungen) | Höchstplatzierung, Gesamtwochen, AuszeichnungChartplatzierungen (Jahr, Titel, Musiklabel, Platzierungen, Wochen, Auszeichnungen, Anmerkungen) | Höchstplatzierung, Gesamtwochen, AuszeichnungChartplatzierungen (Jahr, Titel, Musiklabel, Platzierungen, Wochen, Auszeichnungen, Anmerkungen) | Anmerkungen                                     |
| Jahr | Titel Musiklabel            | DE | AT | CH | UK | US | Anmerkungen                                     |
| ---- | --------------------------- | --- | --- | --- | --- | --- | ----------------------------------------------- |
| 2016 | Live in Berlin Eagle Vision | — | AT50 (1 Wo.)AT | — | — | — | Erstveröffentlichung: 18. November 2016 CD, DVD |

Weitere Livealben
- 2018: One Night Only: Live at the Royal Albert Hall

### Kompilationen
| Jahr | Titel Musiklabel                                  | Höchstplatzierung, Gesamtwochen, AuszeichnungChartplatzierungen (Jahr, Titel, Musiklabel, Platzierungen, Wochen, Auszeichnungen, Anmerkungen) | Höchstplatzierung, Gesamtwochen, AuszeichnungChartplatzierungen (Jahr, Titel, Musiklabel, Platzierungen, Wochen, Auszeichnungen, Anmerkungen) | Höchstplatzierung, Gesamtwochen, AuszeichnungChartplatzierungen (Jahr, Titel, Musiklabel, Platzierungen, Wochen, Auszeichnungen, Anmerkungen) | Höchstplatzierung, Gesamtwochen, AuszeichnungChartplatzierungen (Jahr, Titel, Musiklabel, Platzierungen, Wochen, Auszeichnungen, Anmerkungen) | Höchstplatzierung, Gesamtwochen, AuszeichnungChartplatzierungen (Jahr, Titel, Musiklabel, Platzierungen, Wochen, Auszeichnungen, Anmerkungen) | Anmerkungen                                               |
| Jahr | Titel Musiklabel                                  | DE | AT | CH | UK | US | Anmerkungen                                               |
| ---- | ------------------------------------------------- | --- | --- | --- | --- | --- | --------------------------------------------------------- |
| 2014 | Issues of Life – Features and Remixes PAO Records | DE72 (2 Wo.)DE | — | — | — | — | Erstveröffentlichung: 12. September 2014                  |
| 2021 | Still Rising – The Collection Blue Note           | DE84 (1 Wo.)DE | — | CH24 (1 Wo.)CH | UK8 Silber · (9 Wo.)UK | — | Erstveröffentlichung: 5. November 2021 Verkäufe: + 60.000 |

### EPs
- 2014: More Liquid Spirit – Features + Remixes

### Weihnachtsalben
| Jahr | Titel Musiklabel                | Höchstplatzierung, Gesamtwochen, AuszeichnungChartplatzierungen (Jahr, Titel, Musiklabel, Platzierungen, Wochen, Auszeichnungen, Anmerkungen) | Höchstplatzierung, Gesamtwochen, AuszeichnungChartplatzierungen (Jahr, Titel, Musiklabel, Platzierungen, Wochen, Auszeichnungen, Anmerkungen) | Höchstplatzierung, Gesamtwochen, AuszeichnungChartplatzierungen (Jahr, Titel, Musiklabel, Platzierungen, Wochen, Auszeichnungen, Anmerkungen) | Höchstplatzierung, Gesamtwochen, AuszeichnungChartplatzierungen (Jahr, Titel, Musiklabel, Platzierungen, Wochen, Auszeichnungen, Anmerkungen) | Höchstplatzierung, Gesamtwochen, AuszeichnungChartplatzierungen (Jahr, Titel, Musiklabel, Platzierungen, Wochen, Auszeichnungen, Anmerkungen) | Anmerkungen                                               |
| Jahr | Titel Musiklabel                | DE | AT | CH | UK | US | Anmerkungen                                               |
| ---- | ------------------------------- | --- | --- | --- | --- | --- | --------------------------------------------------------- |
| 2023 | Christmas Wish Decca, Blue Note | DE26 Gold (German Jazz Award) · (5 Wo.)DE | AT14 (5 Wo.)AT | CH51 (5 Wo.)CH | UK14 (3 Wo.)UK | — | Erstveröffentlichung: 3. November 2023 Verkäufe: + 10.000 |

## Singles
| Jahr | Titel Album        | Höchstplatzierung, Gesamtwochen, AuszeichnungChartplatzierungen (Jahr, Titel, Album, Platzierungen, Wochen, Auszeichnungen, Anmerkungen) | Höchstplatzierung, Gesamtwochen, AuszeichnungChartplatzierungen (Jahr, Titel, Album, Platzierungen, Wochen, Auszeichnungen, Anmerkungen) | Höchstplatzierung, Gesamtwochen, AuszeichnungChartplatzierungen (Jahr, Titel, Album, Platzierungen, Wochen, Auszeichnungen, Anmerkungen) | Höchstplatzierung, Gesamtwochen, AuszeichnungChartplatzierungen (Jahr, Titel, Album, Platzierungen, Wochen, Auszeichnungen, Anmerkungen) | Höchstplatzierung, Gesamtwochen, AuszeichnungChartplatzierungen (Jahr, Titel, Album, Platzierungen, Wochen, Auszeichnungen, Anmerkungen) | Anmerkungen                                                                             |
| Jahr | Titel Album        | DE | AT | CH | UK | US | Anmerkungen                                                                             |
| ---- | ------------------ | --- | --- | --- | --- | --- | --------------------------------------------------------------------------------------- |
| 2015 | Holding On Caracal | — | — | — | UK46 Silber · (11 Wo.)UK | — | Erstveröffentlichung: 26. Mai 2015 Verkäufe: + 200.000; Disclosure feat. Gregory Porter |

Weitere Singles
- 2012: Be Good (Lion’s Song)
- 2012: On My Way to Harlem
- 2012: Gogo Soul (The Rongetz Foundation feat. Gregory Porter)
- 2013: Musical Genocide
- 2014: The ’In’ Crowd
- 2014: No Love Dying
- 2015: Liquid Spirit (UK: Silber)
- 2015: Hey Laura (UK: Silber)
- 2015: Water Under Bridges (feat. Laura Mvula)
- 2016: Don’t Lose Your Steam
- 2017: Smile
- 2018: Light at the End of the Tunnel
- 2020: Revival
- 2020: If Love Is Overrated
- 2020: Thank You
- 2020: Phoenix
- 2020: Mister Holland
- 2020: Concorde
- 2020: America the Beautiful
- 2020: Christmas Prayer (feat. Paloma Faith)
- 2020: Stop Crying Your Heart Out (mit BBC Radio 2’s Allstars)
- 2021: Out Of My Control

## Videoalben
| Jahr | Titel Musiklabel         | Höchstplatzierung, Gesamtwochen, AuszeichnungChartplatzierungen (Jahr, Titel, Musiklabel, Platzierungen, Wochen, Auszeichnungen, Anmerkungen) | Höchstplatzierung, Gesamtwochen, AuszeichnungChartplatzierungen (Jahr, Titel, Musiklabel, Platzierungen, Wochen, Auszeichnungen, Anmerkungen) | Höchstplatzierung, Gesamtwochen, AuszeichnungChartplatzierungen (Jahr, Titel, Musiklabel, Platzierungen, Wochen, Auszeichnungen, Anmerkungen) | Höchstplatzierung, Gesamtwochen, AuszeichnungChartplatzierungen (Jahr, Titel, Musiklabel, Platzierungen, Wochen, Auszeichnungen, Anmerkungen) | Höchstplatzierung, Gesamtwochen, AuszeichnungChartplatzierungen (Jahr, Titel, Musiklabel, Platzierungen, Wochen, Auszeichnungen, Anmerkungen) | Anmerkungen                             |
| Jahr | Titel Musiklabel         | DE | AT | CH | UK | US | Anmerkungen                             |
| ---- | ------------------------ | --- | --- | --- | --- | --- | --------------------------------------- |
| 2016 | Live in Berlin Universal | — | — | — | UK19 (15 Wo.)UK | — | Erstveröffentlichung: 18. November 2016 |

## Statistik

### Chartauswertung
|                     | DE    | AT    | CH    | UK    | US    |
| ------------------- | ----- | ----- | ----- | ----- | ----- |
| Nummer-eins-Alben   | DE—DE | AT—AT | CH—CH | UK—UK | US—US |
| Top-10-Alben        | DE3DE | AT2AT | CH1CH | UK5UK | US—US |
| Alben in den Charts | DE7DE | AT6AT | CH6CH | UK6UK | US2US |

|                       | DE    | AT    | CH    | UK    | US    |
| --------------------- | ----- | ----- | ----- | ----- | ----- |
| Nummer-eins-Singles   | DE—DE | AT—AT | CH—CH | UK—UK | US—US |
| Top-10-Singles        | DE—DE | AT—AT | CH—CH | UK—UK | US—US |
| Singles in den Charts | DE—DE | AT—AT | CH—CH | UK1UK | US—US |

|                          | DE    | AT    | CH    | UK    | US    |
| ------------------------ | ----- | ----- | ----- | ----- | ----- |
| Nummer-eins-Videoalben   | DE—DE | AT—AT | CH—CH | UK—UK | US—US |
| Top-10-Videoalben        | DE—DE | AT—AT | CH—CH | UK—UK | US—US |
| Videoalben in den Charts | DE—DE | AT—AT | CH—CH | UK1UK | US—US |

### Auszeichnungen für Musikverkäufe
| 2× Silberne Schallplatte - Europa (Impala) - 2014: für das Album Be Good Goldene Schallplatte - Belgien - 2015: für die Single Liquid Spirit (Claptone Remix) - Frankreich - 2022: für die Single Revival | Platin-Schallplatte - Niederlande - 2016: für das Album Liquid Spirit |

Anmerkung: Auszeichnungen in Ländern aus den Charttabellen bzw. Chartboxen sind in ebendiesen zu finden.
| Land/RegionAuszeichnungen für Musikverkäufe (Land/Region, Auszeichnungen, Verkäufe, Quellen) | Silber     | Gold     | Platin     | Verkäufe | Quellen           |
| -------------------------------------------------------------------------------------------- | ---------- | -------- | ---------- | -------- | ----------------- |
| Belgien (BRMA)                                                                               | —          | Gold1    | —          | 15.000   | ultratop.be       |
| Deutschland (BVMI)                                                                           | —          | 2× Gold2 | 5× Platin5 | 390.000  | musikindustrie.de |
| Europa (Impala)                                                                              | 2× Silber2 | —        | —          | (40.000) | impalamusic.org   |
| Frankreich (SNEP)                                                                            | —          | Gold1    | —          | 100.000  | snepmusique.com   |
| Niederlande (NVPI)                                                                           | —          | —        | Platin1    | 20.000   | nvpi.nl           |
| Österreich (IFPI)                                                                            | —          | —        | Platin1    | 15.000   | ifpi.at           |
| Vereinigtes Königreich (BPI)                                                                 | 4× Silber4 | 2× Gold2 | Platin1    | 960.000  | bpi.co.uk         |
| Insgesamt                                                                                    | 6× Silber6 | 6× Gold6 | 8× Platin8 |          |                   |